# Ukko Patera
L'Ukko Patera è una struttura geologica della superficie di Io.